# John Brown Gordon
John Brown Gordon (6 février 1832 - 9 janvier 1904) est l'un des plus fidèles généraux confédérés de Robert E. Lee à la fin de la guerre de Sécession. Après la guerre, il est un farouche opposant à la Reconstruction et certains pensent qu'il est un membre dirigeant du Ku Klux Klan en Géorgie à la fin des années 1860. Membre du Parti démocrate, il est sénateur des États-Unis de 1873 à 1880, et une nouvelle fois de 1891 à 1897. Il est le 53e gouverneur de Géorgie de 1886 à 1890.

## Avant la guerre
Gordon est un descendant d'immigrants écossais, et naît dans la ferme de son père dans le comté d'Upson, Géorgie, quatrième de douze enfants. Beaucoup de membres de la famille de Gordon ont combattu lors de la guerre d'indépendance. Il est un étudiant exceptionnel de l'université de Géorgie, où il est membre de la Mystical 7 Society (en), mais il la quitte avant d'avoir obtenu son diplôme. Il étudie le droit à Atlanta et réussit l'examen du barreau (en). Gordon et son père, Zachariah, investissent dans plusieurs mines de charbon au Tennessee et en Géorgie. Il exerce aussi le droit. Gordon se marie avec Rebecca « Fanny » Haralson, la fille de Hugh Anderson Haralson (en), en 1854, et ils ont un long et heureux mariage.
Lors du recensement de 1860 John Brown Gordon possède une esclave de 14 ans.

## Guerre de Sécession
Bien qu'il manque d'entraînement ou d'expérience militaire, Gordon est élu capitaine d'une compagnie de troupes de montagne et passe rapidement du grade de capitaine à celui de brigadier général (1er novembre 1862), puis de major général (14 mai 1864). Bien que Gordon proclame lui-même qu'il a été promu lieutenant général, il n'y a aucune trace de cette promotion. Gordon est un général agressif. En 1864, Gordon est décrit par le général Robert E. Lee dans une lettre au président confédéré Jefferson Davis comme étant l'un de ses meilleurs brigadiers, « caractérisé par une audace splendide ».
Gordon est brigadier général et commandant de brigade dans la division de D.H. Hill lors de la campagne de la Péninsule en 1862. Pendant la bataille des Sept Jours qui suit, alors que Gordon marche sans peur parmi ses hommes, des balles ennemies brisent la crosse de son pistolet, percent sa gourde, et déchirent une partie de sa veste. Il est blessé aux yeux lors de l'assaut contre Malvern Hill.

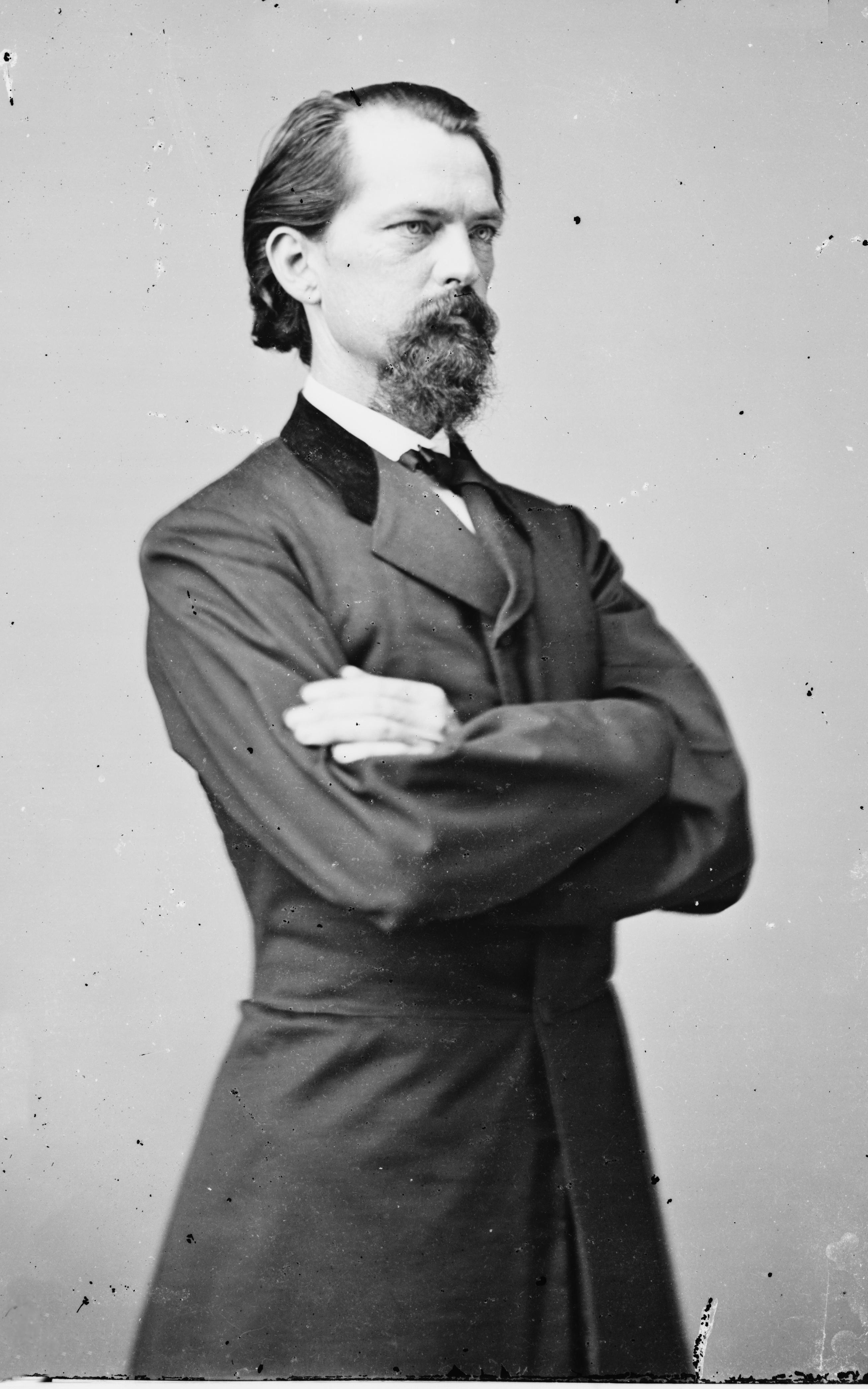
Portrait de Gordon par Mathew Brady.

Assigné par le général Lee pour tenir la route vitale immergée, ou « Bloody Lane », pendant la bataille d'Antietam, la propension de Gordon à être blessé atteint de nouveaux sommets. En premier, une balle Minié lui traverse le mollet. Ensuite, une seconde balle le touche un peu plus haut sur la même jambe. Une troisième balle lui traverse le bras gauche. Il continue de mener ses hommes malgré ses muscles et tendons mutilés, et une petite artère coupée par cette balle. Une quatrième balle le touche dans l'épaule. Malgré les appels pour qu'il se mette en arrière, il continue de commander ses hommes. Il est finalement stoppé par une balle qui le touche sur la figure, passant au travers de sa joue gauche et sortant de sa mâchoire. Il tombe son visage dans sa casquette et aurait pu se noyer si le sang ne s'était écoulé par un trou dans la casquette. Un chirurgien confédéré pense qu'il ne survivra pas mais après être retourné en Virginie, il est remis sur pied par sa femme.
Après des mois de récupération, en juin 1863, Gordon commande une brigade de Géorgiens dans la division de Jubal A. Early pendant l'invasion confédérée de la Pennsylvanie. Sa brigade occupe Wrightsville sur la rivière Susquehanna, le point le plus à l'est en Pennsylvanie que les troupes confédérées atteindront jamais. La milice de l'Union commandée par le colonel Jacob G. Frick (en) incendie le pont couvert en bois (en) long de 2 kilomètres pour empêcher Gordon de traverser la rivière, et le feu se propage rapidement aux parties de Wrightsville. Les troupes de Gordon se transforment en brigade de pompiers et parviennent à éviter une plus grande destruction d'une partie de la ville.
À la bataille de Gettysburg le 1er juillet 1863, la brigade de Gordon se brise sur le XIe corps sur Barlow's Knoll. Là, il aide le commandant de division ennemi et blessé Francis Barlow. Cet incident mène à une histoire (que quelques-uns considèrent comme apocryphe) à propos des deux officiers qui se rencontrent plus tard à Washington, D.C., inconscient que Barlow avait survécu à la bataille. L'histoire est racontée par Barlow et par Gordon et est publiée dans les journaux et dans le livre de Gordon.

« Assis à la table de Clarkson Potter, j'ai demandé à Barlow : « général, êtes-vous lié à Barlow qui a été tué à Gettysburg ? ». Il a répondu : « Pourquoi, je suis celui-ci, monsieur. Êtes-vous lié avec le Gordon qui m'a tué ? » « Je suis l'homme, monsieur », j'ai répondu. Aucun mot de ma part ne peut faire part des émotions qui ont surgi à ces paroles. Rien de plus qu'une véritable résurrection d'un mort n'aurait pu nous étonner. Désormais jusqu'à sa mort ultime en 1896, l'amitié entre nous deux qui était née parmi les grondements de Gettysburg a été grandement précieuse pour nous deux. »

— John B. Gordon, Reminiscences of the Civil War
Certains historiens choisissent d'écarter cette histoire, malgré des récits contemporains et le témoignage des deux hommes, en raison de la propension de Gordon à exagérer dans ses écrits d'après-guerre[réf. nécessaire] et parce qu'il leur est impensable que Gordon n'ait pas su qu'il avait combattu Barlow ensuite contre lui à la bataille de la Wilderness[réf. nécessaire].
Au début de la campagne de l'Overland de 1864, lors de la bataille de la Wilderness, Gordon propose une attaque de flanc contre la droite de l'Union qui pourrait avoir un effet décisif sur le sort le la bataille, si le général Early l'avait autorisé à la lancer avant la fin de la journée. Le 8 mai 1864, Gordon reçoit le commandement de la division d'Early dans le corps du lieutenant général Richtard S. Ewell (plus tard celui le corps d'Early). Le succès de Gordon à repousser l'assaut massif de l'Union lors de la bataille du Spotsylvania Court House (le « Bloody Angle ») empêche la déroute confédérée. Il reste avec Early lors des campagnes de la vallée de la Shenandoah en 1864 et est blessé le 25 août 1864, à Shepherdstown en Virginie-Occidentale. Après avoir été soigné de sa blessure à l’œil droit, il retourne au combat. Le rapport officiel du cartographe confédéré Jedediah Hotchkiss de l'incident précise « une escarmouche animée s'ensuit, au cours de laquelle Gordon est blessé à la tête, mais il poursuit vaillamment, le sang coulant sur lui ». Sa femme Fanny, accompagnant son mari lors des campagnes comme le font quelquefois les épouses des généraux, sort en courant dans la rue lors de la troisième bataille de Winchester pour inciter les troupes de Gordon qui retraitent à se retourner et à faire face à l'ennemi. Gordon est horrifié de la trouver dans la rue avec les obus et les balles fusant autour d'elle.
Retournant dans l'armée de Lee après la défaite d'Early lors de la bataille de Cedar Creek, Gordon commande le deuxième corps de l'armée de Virginie du Nord jusqu'à la fin de la guerre. Dans ce poste, il défend la ligne lors du siège de Petersburg et commande l'attaque contre le fort Stedman le 25 mars 1865 (où il est une nouvelle fois blessé, à la jambe). À Appomattox Court House, il mène ses hommes lors de la dernière charge de l'armée de Virginie du Nord, capturant les tranchées et plusieurs pièces d'artillerie sur son front juste avant la reddition. Le 12 avril 1865, les troupes confédérées de Gordon se rendent officiellement au brevet major général Joshua L. Chamberlain, agissant pour le lieutenant général Ulysses S. Grant, détaillé précisément par Chamberlain :

« La signification du moment de cette occasion m'impressionna grandement. Je résolus de la marquer par quelques marques de reconnaissance, qui ne pouvaient pas être autre chose qu'un salut aux armes. Bien conscient de la responsabilité assumée et des critiques qui surviendraient, comme les suites allaient le prouver, rien de ce genre ne pouvait m'atteindre. L'acte pouvait être défendu, si besoin, par la suggestion qu'un tel salut n'allait pas à la cause pour laquelle le drapeau confédéré flottait, mais pour sa descente avant la montée de celui de l'Union. Ma principale raison, néanmoins, ne résultait ni d'une autorité ou d'une demande de pardon. Devant nous dans une humiliation humble se tenait la masse des troupes : des hommes dont ni les pièges et les souffrances, ni le fait de la mort, ni le désastre, ni la désespérance ne pouvaient atteindre leur résolution ; se tenant devant nous maintenant, maigres, usés et affamés et debout, et avec des yeux regardant droit dans nos yeux, réveillant des souvenirs qui nous liaient ensemble comme aucun autre lien - est-ce que ces hommes qui devaient être accueillis dans l'Union, devaient être testés et assurés ? Les instructions avaient été données ; et lorsque la tête de chaque colonne de division parvenait en face de notre groupe, notre sonnerie de clairon donnait le signal et instantanément la ligne entière de la droite vers la gauche, régiment par régiment l'un après l'autre, faisant le salut de soldat, du « porter armes » au « présentez armes ». Gordon à la tête de la colonne, à cheval avec son visage grandement inspiré et sombre, entendait le bruit des armes en mouvement, lève la tête, et, sentant la signification, tourne superbement, faisant lui-même et son cheval une figure exaltée, avec un profond salut alors qu'il abaisse son épée jusqu'au pied ; alors faisant face à ses hommes, donne l'ordre à ses brigades successives de passer devant nous avec la même position, - l'honneur répondant à l'honneur. De notre côté, pas un son de trompette supplémentaire, ni un roulement de tambour ; par un hourra ni un chuchotement de vaine gloire, ni un geste d'un homme restant encore en ordre, mais plutôt un calme ému; et retenant la respiration, comme si l'on faisait la sonnerie aux morts ! »

— Joshua Lawrence Chamberlain, The Passing of the Armies, pp. 260-61

## Après la guerre
Alors que le gouvernement de l'État de Géorgie est reconstitué pour sa réadmission dans l'Union, Gordon est candidat pour devenir gouverneur en 1868, mais perd les élections. Il est un opposant acharné de la Reconstruction et promeut des mesures pour préserver la société dominée par les blancs, dont des restrictions pour les affranchis et l'usage de la violence. Gordon est supposé avoir été à la tête du Ku Klux Klan en Géorgie, mais l'organisation est si secrète que son rôle n'a jamais été prouvé de façon probante. Lors de son témoignage devant le Congrès en 1871, Gordon nie tout engagement dans le Klan, mais reconnaît être associé avec une organisation de « police de paix » secrète dont le seul objet est la « préservation de la paix ».

« Il est excessivement difficile de déterminer le rôle exact de Gordon dans le Klan, mais selon la nature de son témoignage, ses voyages constants dans la Géorgie et le Sud, et son désir de maintenir la paix, l'ordre social et la suprématie blanche, on peut conclure avec une certitude raisonnable qu'il était au moins à la tête du Ku Klux Klan de Géorgie. Même s'il n'avait probablement que peu de connaissance et de contrôle sur les klans locaux, puisque cette association terroriste n'a jamais été pleinement organisée. Bien qu'il ne soit absolument pas possible que Gordon ignora des menaces et violences des Blancs du sud si souvent employées contre les Noirs du sud, il semble plus plausible que Gordon a simplement « regardé de l'autre côté » et a consenti a de tels excès comme le prix à payer pour que la paix sociale - une paix déterminée et définie exclusivement par les Blancs du sud - soit retrouvée et préservée. Gordon peut n'avoir pas approuvé la violence par les membres du Klan, mais il n'a pas posé de question ni ne s'y est opposé puisqu'il la pensait justifiée. En ce sens, Gordon personnifie les plus hauts niveaux de la société du sud : il aurait fait ce qui fallait être fait pour assurer l'ordre social contrôlé par les Blancs, mais il espérait que cela s'accomplirait sans violence. »

— Ralph Lowell Eckert, John Brown Gordon: Soldier, Southerner, American, p. 149.
Gordon est élu au Sénat des États-Unis en 1873, et en 1879 devient le premier ex-confédéré à présider le Sénat. Il est un fervent soutien du « nouveau sud » et de l'industrialisation. Le lendemain, il obtient la promesse de président Ulysses S. Grant de retirer les officiels fédéraux de Géorgie qui ont obtenu leur position par la fraude ou la corruption.
Gordon démissionne en mai 1880 pour promouvoir une entreprise risquée de la Georgia Pacific Railway (en). Il est élu gouverneur de Géorgie en 1886 et retourne au sénat des États-Unis de 1891 à 1897. En 1903, Gordon publie son histoire pendant la guerre de Sécession intitulée Reminiscences of the Civil War. Il s'engage dans une série de conférences populaires au travers du pays.
Le général Gordon est le premier commandant en chef de l'United Confederate Veterans (en) lorsque le groupe est organisé en 1890 et tient ce poste jusqu'à sa mort. Il meurt lors d'une visite chez son fils à Miami, à l'âge de 71 ans et est enterré dans le cimetière d'Oakland à Atlanta ; plus de 75 000 personnes ont suivi et ont pris part aux funérailles.

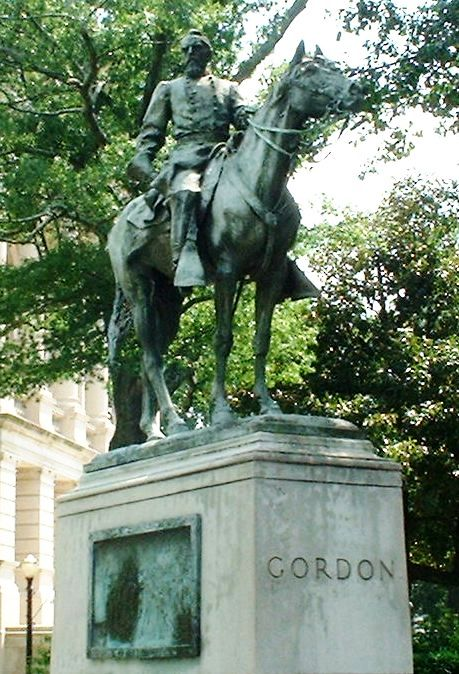
La statue de Gordon du sculpteur Solon Borglum est située dans la partie nord-est des parterres du Capitole de l'État de Géorgie.

## Mémoire
- Le fort de l'armée des États-Unis Fort Gordon (en) à Augusta, Géorgie, est baptisé en son honneur.
- La statue de Gordon dans les parterre du capitole de l'État de Géorgie à Atlanta est la seule statue équestre publique de la ville.
- L'U.S. Highway 19 dans le comté d'Upson, Géorgie, est baptisé en son honneur.
- Il y a une statue de Gordon sur la pelouse du tribunal de Thomaston, Géorgie.
- Le Gordon State College (en) à Barnesville, Géorgie, est baptisé en son honneur.